# Гудивок, Пётр Михайлович
Пётр Миха́йлович Гудиво́к (укр. Петро Михайлович Гудивок; 1936—2012) — советский и украинский учёный-математик, доктор физико-математических наук, профессор (1978). Один из инициаторов создания Академии наук высшей школы Украины (1992).

## Биография
В 1958 году окончил физико-математический факультет (математическое отделение) Ужгородского университета. В 1959—1962 годах учился в аспирантуре на кафедре общей математики Ужгородского университета. Докторскую диссертацию «Представления конечных групп над локальными кольцами» защитил в 1975 году в Ленинградском госуниверситете.
С 1958 года работал в Ужгородском государственном университете на кафедрах общей математики и алгебры. С 1980 года — заведующий кафедрой алгебры. В 1986—1992 годах — декан математического факультета.
Главный редактор журнала «Научный вестник Ужгородского университета (серия математика и информатика)» (1994).

## Научные работы
Основные работы в области теории представлений конечных групп и её применений. Им разработаны методы изучения изображений конечных групп над коммутативными локальными кольцами, решены известные проблемы о числе и степени неэквивалентных неразложимых представлений конечных групп над локальными кольцами, о проблемах задачах описания неэквивалентных изображений конечных групп над полными дискретно нормированными кольцами.
Развил теорию тензорных произведений модулярных и целочисленных изображений конечных групп; успешно применил теорию целочисленных изображений конечных групп для изучения линейных групп над числовыми кольцами, а также {\displaystyle p}-групп Черникова; решил задачу о сопряжённость силовских {\displaystyle p}-подгрупп полной линейной группы над кольцом целых чисел. Вместе с В. П. Рудько построил ряд алгоритмов для описания некоторых классов конечных подгрупп полной линейной группы над областью главных идеалов. Эти результаты имеют применения в многомерной кристаллографии.
Автор более 160 научных работ и 3-х монографий:
- «Целочисленные представления конечных групп» (1978),
- «Тензорные произведения представлен конечных групп» (1985, соавтор В. П. Рудько),
- «Представления конечных групп над коммутативнымы кольцами» (2003).

## Педагогическая деятельность
За годы педагогической деятельности подготовил 11 кандидатов и трёх докторов физико-математических наук.

## Почётные звания
- Заслуженный работник народного образования УССР (1991)
- Соросовский профессор (1997)
- член Научного общества им. Т. Г. Шевченко (2004)
- заслуженный профессор Ужгородского национального университета (2005)
- академик Академии наук высшей школы Украины (с 1992, отделение математики).